# Basquetebol nos Jogos Pan-Americanos de 2007 - Masculino
O torneio masculino de basquetebol nos Jogos Pan-Americanos de 2007 ocorreu entre 25 e 29 de julho na Arena Olímpica do Rio. Oito equipes participaram do evento.

## Medalhistas
|  | BRA Brasil |  | PUR Porto Rico |  | URU Uruguai |
|  | Marcelinho Machado Welington dos Santos Murilo Becker Marcus Vinicius Toledo Marcelo Huertas Valtinho da Silva Alex Garcia Guilherme Teichmann Caio Torres João Paulo Batista Marcus Vinícius Paulo Sérgio Prestes |  | Peter John Ramos José Juan Barea Ansel Gúzman Miguel Berdiel Joel Martín Jones Alejandro Carmona Gabriel Colón Ricardo Sánchez Ángelo Reyes Héctor Velenzuela Carmelo Lee Manuel Narvaez |  | Fernando Martínez Emilio Taboada Mauricio Aguiar Gustavo Barrera Nicolás Mazzarino Claudio Charquero Leandro García Morales Martín Osimani Gastón Paez Juan Pablo Silveira Sebastián Izaguirre Esteban Batista |

## Formato
As oito equipes foram divididas em dois grupos de quatro equipes. Cada equipe jogou contra as outras equipes do mesmo grupo, totalizando três jogos. As duas primeiras colocadas de cada grupo classificaram-se as semifinais e as restantes para jogos de definição do quinto ao oitavo lugar. Nas semifinais, os vencedores disputaram a final e os perdedores lutaram pela medalha de bronze.

## Primeira fase

### Grupo A
| Pos. | Equipe                       | Pts | J | V | D | PF  | PC  | Dif |
| ---- | ---------------------------- | --- | - | - | - | --- | --- | --- |
| 1    | BRA Brasil                   | 6   | 3 | 3 | 0 | 281 | 238 | +43 |
| 2    | PUR Porto Rico               | 5   | 3 | 2 | 1 | 238 | 217 | +21 |
| 3    | ISV Ilhas Virgens Americanas | 4   | 3 | 1 | 2 | 212 | 215 | -3  |
| 4    | CAN Canadá                   | 3   | 3 | 0 | 3 | 193 | 254 | -61 |

| 25 de julho, 2007 13:15 |                                                   | Porto Rico | 82–63                                                   | Canadá |  | Arena Olímpica, Rio de Janeiro Público: 3.200 Árbitros: ARG Alejandro Chiti USA Winston Stich PAN Nemesio Farjado |  |
| 25 de julho, 2007 13:15 | Placar por quarto: 16-15, 42-30, 60-45, 82-63     |            |                                                         |        |  | Arena Olímpica, Rio de Janeiro Público: 3.200 Árbitros: ARG Alejandro Chiti USA Winston Stich PAN Nemesio Farjado |  |
| 25 de julho, 2007 13:15 | Pts: Barea (21) Rbts: Reyes (8) Asts: Berdiel (3) |            | Pts: Rautins (13) Rbts: Brempong (6) Asts: Anderson (2) |        |  | Arena Olímpica, Rio de Janeiro Público: 3.200 Árbitros: ARG Alejandro Chiti USA Winston Stich PAN Nemesio Farjado |  |

| 25 de julho, 2007 15:30 |                                                                   | Brasil | 86–81                                              | Ilhas Virgens Americanas |  | Arena Olímpica, Rio de Janeiro Público: 9.500 Árbitros: VEN Daniel Delgado ESA Mauricio Sosa JAM Kevin Pinnock |  |
| 25 de julho, 2007 15:30 | Placar por quarto: 32-21, 51-43, 67-62, 86-81                     |        |                                                    |                          |  | Arena Olímpica, Rio de Janeiro Público: 9.500 Árbitros: VEN Daniel Delgado ESA Mauricio Sosa JAM Kevin Pinnock |  |
| 25 de julho, 2007 15:30 | Pts: Murilo, João Paulo (17) Rbts: Murilo (11) Asts: Valtinho (8) |        | Pts: Elegar (21) Rbts: Elegar (7) Asts: Miller (3) |                          |  | Arena Olímpica, Rio de Janeiro Público: 9.500 Árbitros: VEN Daniel Delgado ESA Mauricio Sosa JAM Kevin Pinnock |  |

| 26 de julho, 2007 13:15 |                                                              | Ilhas Virgens Americanas | 57–62                                                       | Porto Rico |  | Arena Olímpica, Rio de Janeiro Público: 770 Árbitros: URU Isaac Glass USA Winston Stich ARG Mario José Aluz |  |
| 26 de julho, 2007 13:15 | Placar por quarto: 14-18, 30-32, 44-51, 57-62                |                          |                                                             |            |  | Arena Olímpica, Rio de Janeiro Público: 770 Árbitros: URU Isaac Glass USA Winston Stich ARG Mario José Aluz |  |
| 26 de julho, 2007 13:15 | Pts: Victor (13) Rbts: Victor (13) Asts: Sheppard, Edwin (2) |                          | Pts: Carmona (23) Rbts: Reyes (12) Asts: Barea, Berdiel (4) |            |  | Arena Olímpica, Rio de Janeiro Público: 770 Árbitros: URU Isaac Glass USA Winston Stich ARG Mario José Aluz |  |

| 26 de julho, 2007 15:30 |                                                                       | Canadá | 63–98                                                  | Brasil |  | Arena Olímpica, Rio de Janeiro Público: 8.300 Árbitros: ARG Alejandro Chiti MEX Horacio Cepeda USA Leslie Claybrook |  |
| 26 de julho, 2007 15:30 | Placar por quarto: 23-25, 37-53, 48-75, 63-98                         |        |                                                        |        |  | Arena Olímpica, Rio de Janeiro Público: 8.300 Árbitros: ARG Alejandro Chiti MEX Horacio Cepeda USA Leslie Claybrook |  |
| 26 de julho, 2007 15:30 | Pts: Rautins (16) Rbts: Wade Young, Doornekamp (3) Asts: Anderson (4) |        | Pts: Murilo (24) Rbts: Murilo (7) Asts: Marcelinho (5) |        |  | Arena Olímpica, Rio de Janeiro Público: 8.300 Árbitros: ARG Alejandro Chiti MEX Horacio Cepeda USA Leslie Claybrook |  |

| 27 de julho, 2007 12:45 |                                                                            | Ilhas Virgens Americanas | 74–67                                                      | Canadá |  | Arena Olímpica, Rio de Janeiro Árbitros: URU Isaac Glass PAN Nemesio Fajardo ESA Mauricio Sosa |  |
| 27 de julho, 2007 12:45 | Placar por quarto: 18-16, 30-34, 56-49, 74-67                              |                          |                                                            |        |  | Arena Olímpica, Rio de Janeiro Árbitros: URU Isaac Glass PAN Nemesio Fajardo ESA Mauricio Sosa |  |
| 27 de julho, 2007 12:45 | Pts: Krauser (20) Rbts: Victor, Elegar, Thomas (5) Asts: Edwin, Rhymer (2) |                          | Pts: Anderson (17) Rbts: Doornekamp (10) Asts: Rautins (3) |        |  | Arena Olímpica, Rio de Janeiro Árbitros: URU Isaac Glass PAN Nemesio Fajardo ESA Mauricio Sosa |  |

| 27 de julho, 2007 15:00 |                                                                                        | Brasil | 97–94                                             | Porto Rico |  | Arena Olímpica, Rio de Janeiro Árbitros: ARG Alejandro Chiti VEN Daniel Delgado JAM Kevin Pinnock |  |
| 27 de julho, 2007 15:00 | Placar por quarto: 23-19, 56-41, 75-71, 97-94                                          |        |                                                   |            |  | Arena Olímpica, Rio de Janeiro Árbitros: ARG Alejandro Chiti VEN Daniel Delgado JAM Kevin Pinnock |  |
| 27 de julho, 2007 15:00 | Pts: Marcelinho (25) Rbts: Murilo, João Paulo, Caio (5) Asts: Marcelinho, Valtinho (5) |        | Pts: Barea (18) Rbts: Reyes (14) Asts: Barea (10) |            |  | Arena Olímpica, Rio de Janeiro Árbitros: ARG Alejandro Chiti VEN Daniel Delgado JAM Kevin Pinnock |  |

### Grupo B
| Pos. | Equipe             | Pts | J | V | D | PF  | PC  | Dif |
| ---- | ------------------ | --- | - | - | - | --- | --- | --- |
| 1    | ARG Argentina      | 5   | 3 | 2 | 1 | 218 | 214 | +8  |
| 2    | URU Uruguai        | 5   | 3 | 2 | 1 | 226 | 211 | +15 |
| 3    | PAN Panamá         | 4   | 3 | 1 | 2 | 214 | 219 | -5  |
| 4    | USA Estados Unidos | 4   | 3 | 1 | 2 | 213 | 227 | -14 |

| 25 de julho, 2007 19:45 |                                                      | Panamá | 71–76                                                                                    | Argentina |  | Arena Olímpica, Rio de Janeiro Público: 870 Árbitros: BRA Cristiano Maranhão PUR Jorge Vásquez MEX Horacio Cepeda |  |
| 25 de julho, 2007 19:45 | Placar por quarto: 19-8, 29-25, 49-47, 71-76         |        |                                                                                          |           |  | Arena Olímpica, Rio de Janeiro Público: 870 Árbitros: BRA Cristiano Maranhão PUR Jorge Vásquez MEX Horacio Cepeda |  |
| 25 de julho, 2007 19:45 | Pts: Lloreda (23) Rbts: Lloreda (18) Asts: Gómez (4) |        | Pts: García (18) Rbts: García, Cequeira, Sucatzky, Mikulas, Leiva (4) Asts: Cequeira (5) |           |  | Arena Olímpica, Rio de Janeiro Público: 870 Árbitros: BRA Cristiano Maranhão PUR Jorge Vásquez MEX Horacio Cepeda |  |

| 25 de julho, 2007 22:00 |                                                                   | Estados Unidos | 72–81                                                 | Uruguai |  | Arena Olímpica, Rio de Janeiro Público: 1.100 Árbitros: BRA Sérgio Pacheco CAN John Hunt ISV Dwight Caines |  |
| 25 de julho, 2007 22:00 | Placar por quarto: 16-17, 38-37, 58-63, 72-81                     |                |                                                       |         |  | Arena Olímpica, Rio de Janeiro Público: 1.100 Árbitros: BRA Sérgio Pacheco CAN John Hunt ISV Dwight Caines |  |
| 25 de julho, 2007 22:00 | Pts: White Jr., Leunen (14) Rbts: White Jr. (9) Asts: Neitzel (5) |                | Pts: Batista (25) Rbts: Batista (7) Asts: Osimani (3) |         |  | Arena Olímpica, Rio de Janeiro Público: 1.100 Árbitros: BRA Sérgio Pacheco CAN John Hunt ISV Dwight Caines |  |

| 26 de julho, 2007 19:45 |                                                     | Panamá | 75–67                                                 | Estados Unidos |  | Arena Olímpica, Rio de Janeiro Árbitros: VEN Daniel Delgado BRA Enaldo Souza CAN Karem Lasuik |  |
| 26 de julho, 2007 19:45 | Placar por quarto: 15-21, 33-33, 57-44, 75-67       |        |                                                       |                |  | Arena Olímpica, Rio de Janeiro Árbitros: VEN Daniel Delgado BRA Enaldo Souza CAN Karem Lasuik |  |
| 26 de julho, 2007 19:45 | Pts: Pinnock (23) Rbts: Gómez (9) Asts: Pinnock (5) |        | Pts: Hibbert (19) Rbts: Hibbert (9) Asts: Neitzel (3) |                |  | Arena Olímpica, Rio de Janeiro Árbitros: VEN Daniel Delgado BRA Enaldo Souza CAN Karem Lasuik |  |

| 26 de julho, 2007 22:00 |                                                                          | Uruguai | 69–71                                               | Argentina |  | Arena Olímpica, Rio de Janeiro Árbitros: PUR Jorge Vásquez ESA Mauricio Sosa JAM Kevin Pinnock |  |
| 26 de julho, 2007 22:00 | Placar por quarto: 10-12, 35-27, 51-45, 69-71                            |         |                                                     |           |  | Arena Olímpica, Rio de Janeiro Árbitros: PUR Jorge Vásquez ESA Mauricio Sosa JAM Kevin Pinnock |  |
| 26 de julho, 2007 22:00 | Pts: García Morales (21) Rbts: Batista (16) Asts: Mazzarino, Taboada (3) |         | Pts: García (16) Rbts: González (9) Asts: Prato (3) |           |  | Arena Olímpica, Rio de Janeiro Árbitros: PUR Jorge Vásquez ESA Mauricio Sosa JAM Kevin Pinnock |  |

| 27 de julho, 2007 19:45 |                                                         | Argentina | 71–74                                                           | Estados Unidos |  | Arena Olímpica, Rio de Janeiro Árbitros: BRA Sérgio Pacheco BRA Enaldo Souza CRC Gabriela Shaer |  |
| 27 de julho, 2007 19:45 | Placar por quarto: 24-22, 38-36, 57-59, 71-74           |           |                                                                 |                |  | Arena Olímpica, Rio de Janeiro Árbitros: BRA Sérgio Pacheco BRA Enaldo Souza CRC Gabriela Shaer |  |
| 27 de julho, 2007 19:45 | Pts: González (21) Rbts: González (7) Asts: Mikulas (5) |           | Pts: White Jr. (22) Rbts: Hibbert (9) Asts: Hibbert, Dorsey (3) |                |  | Arena Olímpica, Rio de Janeiro Árbitros: BRA Sérgio Pacheco BRA Enaldo Souza CRC Gabriela Shaer |  |

| 27 de julho, 2007 22:00 |                                                                 | Uruguai | 76–68                                                 | Panamá |  | Arena Olímpica, Rio de Janeiro Árbitros: BRA Cristiano Maranhão CAN John Hunt MEX Horacio Cepeda |  |
| 27 de julho, 2007 22:00 | Placar por quarto: 15-10, 30-29, 54-48, 76-68                   |         |                                                       |        |  | Arena Olímpica, Rio de Janeiro Árbitros: BRA Cristiano Maranhão CAN John Hunt MEX Horacio Cepeda |  |
| 27 de julho, 2007 22:00 | Pts: Mazzarino (27) Rbts: Batista (11) Asts: García Morales (4) |         | Pts: Lloreda (18) Rbts: Lloreda (8) Asts: Pinnock (6) |        |  | Arena Olímpica, Rio de Janeiro Árbitros: BRA Cristiano Maranhão CAN John Hunt MEX Horacio Cepeda |  |

### Fase final
|  | Classificação 5º-8º lugar    | Classificação 5º-8º lugar |    |                           | 5º lugar                     | 5º lugar |  |
|  |                              |                           |    |                           |                              |          |  |
|  | 28 de julho 2007 - 08:30     |                           |    |                           |                              |          |  |
|  | PAN Panamá                   | 68                        |    |                           |                              |          |  |
|  | CAN Canadá                   | 67                        |    |                           |                              |          |  |
|  |                              |                           |    |                           |                              |          |  |
|  |                              |                           |    |                           | 29 de julho 2007 - 13:30     |          |  |
|  |                              |                           |    |                           | PAN Panamá                   | 74       |  |
|  |                              | USA Estados Unidos        | 77 |                           |                              |          |  |
|  |                              |                           |    |                           |                              |          |  |
|  |                              |                           |    |                           |                              |          |  |
|  |                              |                           |    |                           | 7º lugar                     |          |  |
|  | 28 de julho, 2007 - 17:15    | 28 de julho, 2007 - 17:15 |    | 29 de julho, 2007 - 15:30 | 29 de julho, 2007 - 15:30    |          |  |
|  | ISV Ilhas Virgens Americanas | 58                        |    | CAN Canadá                | 69                           |          |  |
|  | USA Estados Unidos           | 84                        |    |                           | ISV Ilhas Virgens Americanas | 60       |  |

|  | Semifinais                | Semifinais                |    |                           | Final                     | Final |  |
|  |                           |                           |    |                           |                           |       |  |
|  | 28 de julho 2007 - 10:45  |                           |    |                           |                           |       |  |
|  | ARG Argentina             | 80                        |    |                           |                           |       |  |
|  | PUR Porto Rico            | 89                        |    |                           |                           |       |  |
|  |                           |                           |    |                           |                           |       |  |
|  |                           |                           |    |                           | 29 de julho 2007 - 11:00  |       |  |
|  |                           |                           |    |                           | PUR Porto Rico            | 65    |  |
|  |                           | BRA Brasil                | 86 |                           |                           |       |  |
|  |                           |                           |    |                           |                           |       |  |
|  |                           |                           |    |                           |                           |       |  |
|  |                           |                           |    |                           | 3º lugar                  |       |  |
|  | 28 de julho, 2007 - 15:00 | 28 de julho, 2007 - 15:00 |    | 29 de julho, 2007 - 08:45 | 29 de julho, 2007 - 08:45 |       |  |
|  | BRA Brasil                | 85                        |    | ARG Argentina             | 93                        |       |  |
|  | URU Uruguai               | 73                        |    |                           | URU Uruguai               | 99    |  |

#### Semifinais
| 28 de julho, 2007 10:45 |                                                                   | Argentina | 80–89                                            | Porto Rico |  | Arena Olímpica, Rio de Janeiro Árbitros: CAN John Hunt VEN Daniel Delgado PAN Nemesio Fajardo |  |
| 28 de julho, 2007 10:45 | Placar por quarto: 12-26, 28-42, 48-63, 80-89                     |           |                                                  |            |  | Arena Olímpica, Rio de Janeiro Árbitros: CAN John Hunt VEN Daniel Delgado PAN Nemesio Fajardo |  |
| 28 de julho, 2007 10:45 | Pts: González (23) Rbts: González (10) Asts: García, Cequeira (2) |           | Pts: Barea (25) Rbts: Reyes (12) Asts: Barea (9) |            |  | Arena Olímpica, Rio de Janeiro Árbitros: CAN John Hunt VEN Daniel Delgado PAN Nemesio Fajardo |  |

| 28 de julho, 2007 15:00 |                                                        | Brasil | 85–73                                                     | Uruguai |  | Arena Olímpica, Rio de Janeiro Árbitros: USA Winston Stich JAM Kevin Pinnock ESA Mauricio Sosa |  |
| 28 de julho, 2007 15:00 | Placar por quarto: 27-14, 41-37, 60-55, 85-73          |        |                                                           |         |  | Arena Olímpica, Rio de Janeiro Árbitros: USA Winston Stich JAM Kevin Pinnock ESA Mauricio Sosa |  |
| 28 de julho, 2007 15:00 | Pts: Valtinho (22) Rbts: Murilo (8) Asts: Valtinho (8) |        | Pts: Mazzarino (19) Rbts: Batista (8) Asts: Mazzarino (4) |         |  | Arena Olímpica, Rio de Janeiro Árbitros: USA Winston Stich JAM Kevin Pinnock ESA Mauricio Sosa |  |

#### Disputa pelo bronze
| 29 de julho, 2007 8:45 |                                                                         | Argentina | 93–99                                                     | Uruguai | OT | Arena Olímpica, Rio de Janeiro Árbitros: BRA Cristiano Maranhão URU Jorge Vásquez BRA Sérgio Pacheco |  |
| 29 de julho, 2007 8:45 | Placar por quarto: 15-14, 40-23, 56-55, 81-81, OT: 93-99                |           |                                                           |         | OT | Arena Olímpica, Rio de Janeiro Árbitros: BRA Cristiano Maranhão URU Jorge Vásquez BRA Sérgio Pacheco |  |
| 29 de julho, 2007 8:45 | Pts: Logrippo (24) Rbts: González, Leiva (5) Asts: García, Sucatzky (2) |           | Pts: Martínez (24) Rbts: Batista (17) Asts: Mazzarino (3) |         | OT | Arena Olímpica, Rio de Janeiro Árbitros: BRA Cristiano Maranhão URU Jorge Vásquez BRA Sérgio Pacheco |  |

#### Final
| 29 de julho, 2007 11:00 |                                                                    | Porto Rico | 65–86                                                                                     | Brasil |  | Arena Olímpica, Rio de Janeiro Árbitros: ARG Alejandro Chiti USA Winston Stich VEN Daniel Delgado |  |
| 29 de julho, 2007 11:00 | Placar por quarto: 15-32, 34-50, 50-66, 65-86                      |            |                                                                                           |        |  | Arena Olímpica, Rio de Janeiro Árbitros: ARG Alejandro Chiti USA Winston Stich VEN Daniel Delgado |  |
| 29 de julho, 2007 11:00 | Pts: Reyes (14) Rbts: Reyes (6) Asts: Ramos, Barea, Lee, Colón (2) |            | Pts: João Paulo (20) Rbts: Marcelinho, João Paulo, Marcus Vinícius (7) Asts: Valtinho (8) |        |  | Arena Olímpica, Rio de Janeiro Árbitros: ARG Alejandro Chiti USA Winston Stich VEN Daniel Delgado |  |

## Classificação final
| Pos.              | Equipe                       | Campanha (V-D) |
| ----------------- | ---------------------------- | -------------- |
| Medalha de ouro   | BRA Brasil                   | (5-0)          |
| Medalha de prata  | PUR Porto Rico               | (3-2)          |
| Medalha de bronze | URU Uruguai                  | (3-2)          |
| 4                 | ARG Argentina                | (2-3)          |
| 5                 | USA Estados Unidos           | (3-2)          |
| 6                 | PAN Panamá                   | (2-3)          |
| 7                 | CAN Canadá                   | (1-4)          |
| 8                 | ISV Ilhas Virgens Americanas | (1-4)          |